# 박정희 비밀광복군설
박정희 비밀광복군설은 일제말기 박정희가 독립군인 광복군의 일원으로 비밀공작원이었다는 주장이다. 그러나 사실은 광복군이 아니라 일제가 패망 후에 만주군, 일본군 소속 한국인을 흡수하는 과정에서 생겨난 '해방 후 광복군'에 잠시 있었을 뿐이었다. 이 비밀광복군설의 근거는 1967년 대통령 선거를 앞두고 광복군 출신의 박영만이 출판한 '소설' 광복군에서 출발한다. 상.하 2권짜리 책으로 상권은 광복군 3지대장 백파 김학규 장군을 주인공으로 한 것이고, 하권은 박정희가 주인공이다. 이 책이 박정희가 광복군의 비밀요원이었다는 잘못된 내용을 담아 보수 일각에서 박정희의 친일논란을 확산시키는 계기가 됐다. 물론 1942년 박정희는 만주군관학교 예과를 수석으로 졸업하며. 다카키 마사오로 창씨개명을 했고 수석 졸업생으로 "대동아 공영권 이룩하기 위한 성전에서 나는 목숨을 바쳐 사쿠라와 같이 훌륭하게 죽겠습니다"라고 선서하며 일본에 충성을 맹세한건 사실이다. 그럼에도 박정희 자신도 광복군을 부인하고 만주국군 동료들도 사실이 아니라고 밝혔다. 장창국의 <육사 졸업생>에 나오는 내용도 관련자들이 다 부인하는 증언을 내놨다.

## '해방 후 광복군'과 박정희 비밀공작원설
박정희가 만주군에 있을 당시 비밀리에 광복군 활동을 했다는 설이 있으나, 박정희와 함께 근무했던 신현준이 광복군의 존재 자체를 광복 후 베이징으로 이동할 때까지 전혀 모르고 있었다. 보병8단 시절 광복군과 비밀리에 관련을 맺었다는 것은 사실무근이다"고 증언한 바 있다. 신현준의 증언은 박정희 비밀광복군설에 대한 중요한 반박의 근거로 사용되고 있다.
해방 직후 북경에는 광복군 출신, 학도병 출신 등 수많은 조선 청년들이 집결하였다. 그 숫자가 대략 400여 명에 달했는데 만주군 대위 출신은 신현준과 중위 출신의 박정희 전 대통령도 있었다. 임시정부는 동북반사처(辦事處) 최용덕 처장을 보내 이들에게 임시거처를 마련해주었다. 그러고는 이들을 임시로 김학규 광복군 3지대장 휘하로 편입시켰다. 이때 신현준과 박정희는 만주군 장교 경력을 인정받아 3지대 1대대장과 2중대장을 각각 맡았다. 이들은 모두 '해방 후 광복군'이다.
박정희처럼 고등교육을 받은 일본군 장교는 “(세력 확장을 위해) 일본군 출신 조선인들을 광복군에 적극 편입한다”는 한국독립당의 방침에 따라 광복군에 적극 편입됐다. 염인호 서울시립대 교수(사학)가 쓴 논문 ‘해방 후 한국독립당의 중국 관내지방에서의 광복군 확군활동’을 보면, ‘박정희처럼 해방 이후 확군된 병사의 수는 베이징 1300여명, 난징 800여명, 상하이 1300여명 등’인 것으로 나타난다.
박정희가 소속된 광복군 부대는 아마도 북평잠편지대일 것으로 보이는데, 일부 증언에는 제3지대 주평진대대(駐平津大隊)라고도 한다. 평진이란 북평과 천진에서 따온 말이다. 이 부대의 대대장은 박정희와 같이 근무한 신현준이었고 신현준은 광복군의 존재를 해방 이전에는 알지 못했다고 회고했다. 이 부대는 실제 광복군 부대라기보다 해방이라는 급격한 상황 변화에 따라 광복군이 세불리기 차원에서 부대 명칭을 부여한 것으로, 사실상 일종의 포로수용부대였다. 이들 부대를 관리한 중국쪽 기관이 부로관리처(俘虜管理處)인 것도 이를 증명한다.
이게 박정희가 일제 패망 이전에 광복군 비밀요원이었다는 식으로 기술한 소설 <광복군>(저자 박영만)의 근거로 활용됐다. 그러나 이는 사실이 아니다. 증언자는 이용(李龍), 해방 전엔 이집용(李集龍)이었다. 간도특설대에 대해 제대로 증언한 유일한 사람이었다. 박정희·신현준이 광복군 김학규 장군에게서 “적당한 시기에 일본군을 공격하라”는 명령을 받고 1945년 7월에 베이징에서 다시 철석부대로 돌아오는 등 비밀광복군이었다는 얘기는 거짓말이라는 것이다.
소설광복군에 근거하여 많은 가짜 정보들이 유통되었다. 육군본부가 발간한 '창군전사', 장창국이 출간한 '육사 졸업생'에도 등장한다.
‘만주에 있던 장교들은 그들대로의 지하조직이 있었다. 박정희, 신현준, 이주일 등은 광복군 제3지대의 비밀 광복군으로서 거사 직전에 해방을 맞이했다.’ (육군본부 발간 ‘창군전사’ 265쪽)
창군전사 말고도 박정희를 비밀 광복군으로 묘사한 책은 더 있다. 박정희 정권에서 합참의장, 국회의원을 지낸 장창국(전 합참의장, 작고)씨가 1984년 <육사졸업생>이란 책에서 '광복군 비밀요원설'을 주장하면서 확산되기 시작했다. 당시 장씨는 책에서 "신태양악극단이 '철석부대'로 위문갔을 때 이 악극단의 잡역부로 위장한 비밀광복군 이용기가 박정희와 접촉, 그를 비밀광복군으로 만들었다"고 썼다.
그러나 이는 모두 날조된 것이다. 부대장의 이름을 따 일명 '철석부대'로 불린 이 부대는 1939년 명월구에서 조선인 독립대대로 출발한 부대로 박정희는 이 부대에 간 적이 없다. 철석부대 출신인 박창암(육군 준장 예편, 작고)씨, 송석하(육군 소장 예편, 작고)씨 등은 생전에 "박정희는 철석부대 문전에도 가본 적이 없다"고 증언한 바 있다.
또 '신태양 악극단' 단장을 지낸 작곡가 손목인(작고)씨는 생전에 "더러 군대 위문도 갔지만 철석부대는 들어본 일이 없고, 이용기라는 이름도 기억나지 않는다"고 증언했다. 또 단원이었던 가수 신카나리아씨와 영화배우 황해씨 등도 지난 97년 "이용기라는 이름은 기억에 없다"고 증언한 바 있다.
박정희와 8단에 같이 근무했던 방원철(육군대령 예편, 작고)씨는 "8단 시절 연예인이 부대로 위문온 적이 없었다"며 "박정희는 8단 부임 이후 반벽산(단 본부 소재지)을 떠난 적이 단 한번도 없었다"고 증언했다.
이 논쟁은 박정희의 남로당 가입시기와 연관이 있다. 기존의 박정희 남로당 가입시점이 박정희가 진술한 박정희의 조선경비사관학교 입학 10일 후 대구폭동중 형인 박상희가 구미에서 경찰에게 사살되고 이재복이 <공산당선언>을 가져다 주며 남로당 입당을 권한 것이 통설이었으나, 최근 1946년보다 훨씬 이전에 박정희가 여운형계에 노출되어 있었다는 증언이 나오고 있다. 그중 가장 가치있는 것은 신경군관학교 일본 육사 동기인 이한림 장군의 증언이다. 1946년 박정희의 조선경비사관학교 재학 시절 태릉 1연대에 주둔했는데 1연대 1대대 3대대장이 이병주(공산주의자로 남로당 당원으로 복역중 6.25가 일어나고 월북후 공산군으로 참전)였다는 것이다. 박정희와 이병주도 역시 신경군관학교 동기이고 둘은 매우 친밀했다는 증언이다. 이병주는 여운형계로 이미 만주군관 시절 포섭된 공산주의자가 확실하다. 방원철과의 관계도 중요한데, 박원철은 박승환에게 포섭된 자로 열하성의 8단에서 이주일 박정희 신현준 등과 함께 근무하였다. 이 중 이주일, 신현준은 행적으로 보아 이미 만주군 시절 여운형계로 포섭된 것이 확실한데, 박정희만 1946년에 남로당에 가입해서 남로당 군사총책이다라는 것이 오히려 특이점이다. 그래서 비밀광복군설을 부정하면서도 이들과의 접촉과 인연은 부정하지 못하는 것이다. 
박정희는 박승환과 직접적 친분의 흔적도 보인다. 박승환의 조카인 박명근(전 파주출신 4선 국회의원)은 심계원에서 근무할 때인 1950년대 말 박정희 1군참모장을 찾아가 '박승환의 조카입니다'라고 인사한 뒤 정치적 후원을 받는다. 
'삼촌 말씀을 하시면서 저를 따뜻하게 대해주셨습니다. 삼촌의 딸 정근이 해운대로 피서갔다가 익사하였을 때는 군수기지사령관이시던 그분이 뒷수습을 다 해주셨지요. 제가 경제비서관으로 청와대에서 근무할 수 있었던 것도 그분이 직접 선택하신 때문입니다. 제가 지역구 의원후보로 공천을 받을 때 일부에서 삼촌의 사상에 대해서 시비를 걸자 막아주시기도 했습니다.'라는 박명근의 증언이 있다.
박승환의 미망인 김순자는 '1963년에 박의장이 대통령으로 출마했을 때 마산에 내려왔는데 지방유지들과의 모임에서 처음 만났다. '박승환의 처입니다'고 인사했더니 갑자기 정자세를 취하더니 깍듯이 인사를 하여 주위 사람들이 놀랐습니다.'라고 증언한바 있다. 여설로 박승환은 1942년 봉천의 친일파 유지였던 김태덕(金泰德)의 2녀 김순자와 결혼하였는데, 이는 여운형이 홍사익 장군에게 부탁해 성사된 것으로 김태덕의 그늘을 빌려 박승환의 조직 활동을 엄호하려는 의도로 해석된다.
김순자는 박승환이 만주군내 조선인 장교들의 비밀조직(건국동맹)을 결성하다가 발각이 될 위기가 있었는데, 홍사익 장군의 적극적인 비호로 조직을 유지할 수 있었다는 증언을 한바 있다. 홍사익은 만주군사학교에 조선인 입학이 가능하도록 만든 장본인이자 후에 조선인만을 모은 술자리에서 "열심히 배우라, 후에 크게 쓰일 시기가 있을 것이다."라는 다소 일본군 입장에서는 불온하게 보일 수 있는 발언을 한 증언도 있다. 홍사익 장군은 태평양 전쟁이 끝날 시기까지 몇 차례나 옛 친구인 지청천 장군과 광복군 합류관련 연락을 주고 받는등 꾸준히 독립운동가들과 접촉한 흔적도 있다.
박승환의 보고서에 포섭된 만주군 소속 조선인 장교의 숫자가 60명에서 70명으로 나오는데, 전체 군관학교 졸업 조선인 수는 109명이라는 사실도 항상 염두해두어야한다(동시기 일본육사 유학생 제외, 이미 광복군 합류 제외시 100여명). 즉 만주군에서의 조선인의 대체적이 분위기는 독립운동 참가가 될 수도 있다.
광복군 출신인 장준하는 1967년 대선에 맞추어 나온 소설 <광복군>(저자 박영만)에 격분한다. 친일파 박정희 대통령을 비밀광복군으로 둔갑시켰기 때문이었다. 1967년도 당시에 야당 대통령 후보 윤보선을 지지하며 전국을 돌아다니면서 줄기차게 비판한다. 고상만의 ‘중정이 기록한 장준하’ 책에도 그 이야기가 언급돼 있다. ‘지금 현재 일각에서 박정희 후보가 광복군이라고 하면서 써놓은 책이 있는데 이것은 전부 다 거짓말이다. 내가 광복군이기 때문에 정확히 안다. 그는 당시에 만주에서 일본군 장교로 있었다.’ 이같은 언급에 대해서 당시 중앙정보부가 중요상황 보고로 장준하의 발언을 일일이 기록했다.
또 당시 정황을 비교적 잘 아는 김승곤 전 광복회장은 “박영만은 청와대에서 돈을 받을 줄 알고 ‘광복군’을 썼는데, 내용을 훑어본 박 대통령은 ‘내가 어디 광복군이냐. 누가 이 따위 책을 쓰라고 했냐’며 화를 냈고, 결국 박영만은 돈 한푼 못 받고 거창하게 준비한 출판기념회도 치르지 못했다”고 증언했다.
소설 광복군이 출간될 당시 중앙정보부에 근무한 이종찬 전 국회의원의 증언이다. “이건 내가 실제로 겪은 것으로 1967~68년 중앙정보부에 ‘<광복군>(저자 박영만) 책을 모두 거둬들이라’는 지시가 내려왔다. 어렵게 책을 수거해 봤더니 ‘박정희가 광복군 활동을 했다’는 내용이었다. 박 대통령이 그것을 읽고 ‘이런 거짓말을 해선 안된다. 해방 후 김학규 광복군 3지대장이 만주에 있던 한국 국적 군인을 모았다. 그때 잠시 구대장으로 사병을 모아 훈련시킨 적이 있다. 이것은 해방 이후로 내가 장준하나 김준엽처럼 일제때 독립군을 했다는 것은 말이 안된다. 그래서 책을 거두어들이라고 했다’는 것이다.”
박정희가 '해방후 광복군'이기는커녕 길거리를 배회하던 그를 체포해서 국내로 송환했다는 자료도 있다. 김홍신의 홈페이지 '박정희 광복군편입은 허위날조'에 따르면 광복군 출신의 항일투사 이재현(이형진의 부친)은 북평 판사처 주임(광복군 소령/지역 사령관)이었다. 일제가 패망하자 박정희가 속한 만주군 8단이 해체되고 베이징으로 나와 길거리를 배회하던 박정희를 잡아 들여 한국으로 송환한 책임자가 이재현이라고 한다. 당시 북평 판사처의 임무는 재 중국동포와 한국 국적의 일본군들을 본국으로 송환하는 것이 임무였다. 일본군 출신이 너무 많아 군의 편제가 필요하여 신현준 일본군 대위를 대대장으로 이주일과 박정희 일본군 중위를 중대장으로 하여 통솔케 하고 본국으로 송환하였던 것뿐이다. 박정희가 광복군 3지대에 편입되었다는 주장은 틀렸다는 것이다. 이 내용은 전 정보원장인 이종찬 씨가 2004년 8월 26일 중앙일보에 투고한 글에 대한 반박을 위해 쓴 글이었다. 하지만 일본왕에게 혈서로 충성을 맹세한건 사실이다.